# تيموثي جي. كامبل
تيموثي جي. كامبل هو قاضي ومحامي وسياسي أمريكي، ولد في 8 يناير 1840 في مقاطعة كافان في جمهورية أيرلندا، وتوفي في 7 أبريل 1904 في نيويورك في الولايات المتحدة. نشط حزبياً في الحزب الديمقراطي. وقد انتخب عضو جمعية ولاية نيويورك ‏ وانتخب عضو مجلس ولاية نيويورك ‏ وانتخب عضو مجلس النواب الأمريكي ‏.